# Deuxième circonscription des Hauts-de-Seine
La deuxième circonscription des Hauts-de-Seine est l'une des 13 circonscriptions législatives françaises que compte le département des Hauts-de-Seine (92) situé en région Île-de-France.

## Description géographique et démographique

### De 1958 à 1967
La Trente-septième circonscription de la Seine était composée de :
- Commune de Bois-Colombes
- Commune d'Asnières-sur-Seine

(réf. Journal Officiel du 14-15 octobre 1958)

### À partir de 1967
La deuxième circonscription des Hauts-de-Seine est située au nord-est du département et englobe Asnières-sur-Seine et Colombes. Elle est entourée par les première, troisième, et cinquième circonscriptions des Hauts-de-Seine ainsi que par le département de la Seine-Saint-Denis.
Elle est composée des trois cantons suivants :
- Canton de Colombes-Sud
- Canton d'Asnières-sur-Seine-Nord
- Canton d'Asnières-sur-Seine-Sud

La circonscription est peuplée de 114 539 habitants en 2010, contre 103 556 en 1999.

La deuxième circonscription en 1967.
La deuxième circonscription en 1986.

## Députés de la37ecirconscription de laSeine
- 1958 : Michel Maurice-Bokanowski, UNR, remplacé le 9 février 1959, lors de son entrée au gouvernement, par son suppléant Jacques Sanglier.

- 1962 : Michel Maurice-Bokanowski, UNR, remplacé lors de son entrée au gouvernement, du 7 janvier 1963 au 2 avril 1967, par son suppléant Émile Tricon.

## Députés de la2ecirconscription desHauts-de-Seinede 1967 à 1986
- 1967 : Albin Chalandon, UDR

- 1968 : Albin Chalandon, UDR

- 1973 : Albin Chalandon, UDR

- 1978 : Georges Tranchant, RPR

- 1981 : Georges Tranchant, RPR

## Députés de la2ecirconscriptiondes Hauts-de-Seine depuis 1988
| Législature | Début de mandat | Fin de mandat   | Député                 | Parti politique  | Observations |
| ----------- | --------------- | --------------- | ---------------------- | ---------------- | --- |
| IXe         | 23 juin 1988    | 1er avril 1993  | Georges Tranchant      | RPR              | |
| Xe          | 2 avril 1993    | 21 avril 1997   | Jean-Frantz Taittinger | RPR              | Maire d'Asnières-sur-Seine (1994-1999) Mandat écourté à la suite d'une dissolution parlementaire décidée par Jacques Chirac.       |
| XIe         | 12 juin 1997    | 18 juin 2002    | Jean-Frantz Taittinger | RPR              | Maire d'Asnières-sur-Seine (1994-1999)                                                                                             |
| XIIe        | 19 juin 2002    | 19 juin 2007    | Manuel Aeschlimann     | UMP              | maire d'Asnières-sur-Seine (1999-2008; depuis 2014)                                                                                |
| XIIIe       | 20 juin 2007    | 19 juin 2012    | Manuel Aeschlimann     | UMP              | Maire d'Asnières-sur-Seine (1999-2008; depuis 2014)                                                                                |
| XIVe        | 20 juin 2012    | 20 juin 2017    | Sébastien Pietrasanta  | PS               | Maire d'Asnières-sur-Seine (2008-2014)                                                                                             |
| XVe         | 21 juin 2017    | 25 janvier 2019 | Adrien Taquet          | LREM             | |
| XVe         | 26 février 2019 | 21 juin 2022    | Bénédicte Pételle      | LREM             | |
| XVIe        | 22 juin 2022    | 9 juin 2024     | Francesca Pasquini     | EÉLV/LÉ puis G.s | Conseillère municipale d'Asnières-sur-Seine Mandat écourté à la suite d'une dissolution parlementaire décidée par Emmanuel Macron. |
| XVIIe       | 8 juillet 2024  | En cours        | Thomas Lam             | LR               | |

### Élections de 1967
| Candidat         | Candidat            | Parti          | Premier tour | Premier tour | Second tour | Second tour |  |
| Candidat         | Candidat            | Parti          | Voix         | %            | Voix        | %           |  |
| ---------------- | ------------------- | -------------- | ------------ | ------------ | ----------- | ----------- |  |
|                  | Albin Chalandon élu | UD-Ve          | 17 431       | 45,15        | 19 545      | 55,92       |  |
|                  | Claude Denis        | PCF            | 9 202        | 23,84        | 15 405      | 44,08       |  |
|                  | Roger Lefèvre       | FGDS (Radical) | 6 269        | 16,24        | Retrait     | Retrait     |  |
|                  | Marc Richter        | CD (PDM)       | 4 599        | 11,91        |             |             |  |
|                  | Roland Bayet        | ARLP           | 1 105        | 2,86         |             |             |  |
|                  |                     |                |              |              |             |             |  |
| Inscrits         | Inscrits            | Inscrits       | 47 726       | 100,00       | 47 728      | 100,00      |  |
| Abstentions      | Abstentions         | Abstentions    | 8 413        | 17,63        | 10 867      | 22,77       |  |
| Votants          | Votants             | Votants        | 39 313       | 82,37        | 36 861      | 77,23       |  |
| Blancs et nuls   | Blancs et nuls      | Blancs et nuls | 707          | 1,8          | 1 911       | 5,18        |  |
| Exprimés         | Exprimés            | Exprimés       | 38 606       | 98,2         | 34 950      | 94,82       |  |
| Source : CEVIPOF |                     |                |              |              |             |             |  |

Le suppléant d'Albin Chalandon était Robert Lavergne, ingénieur, conseiller général, adjoint au maire d'Asnières-sur-Seine.

### Élections de 1968
| Candidat         | Candidat                      | Parti          | Premier tour | Premier tour | Second tour | Second tour |  |
| Candidat         | Candidat                      | Parti          | Voix         | %            | Voix        | %           |  |
| ---------------- | ----------------------------- | -------------- | ------------ | ------------ | ----------- | ----------- |  |
|                  | Albin Chalandon sortant réélu | UDR (URP)      | 18 178       | 49,21        | 20 174      | 62,38       |  |
|                  | Claude Denis                  | PCF            | 7 783        | 21,07        | 12 167      | 37,62       |  |
|                  | Marc Richter                  | CD (PDM)       | 4 511        | 12,21        |             |             |  |
|                  | Roger Hanin                   | FGDS (CIR)     | 3 727        | 10,09        |             |             |  |
|                  | Germaine Truffy               | PSU            | 1 950        | 5,28         |             |             |  |
|                  | Jacques Viet                  | TD             | 789          | 2,14         |             |             |  |
|                  |                               |                |              |              |             |             |  |
| Inscrits         | Inscrits                      | Inscrits       | 46 018       | 100,00       | 46 023      | 100,00      |  |
| Abstentions      | Abstentions                   | Abstentions    | 8 804        | 19,13        | 12 211      | 26,53       |  |
| Votants          | Votants                       | Votants        | 37 214       | 80,87        | 33 812      | 73,47       |  |
| Blancs et nuls   | Blancs et nuls                | Blancs et nuls | 276          | 0,74         | 1 471       | 4,35        |  |
| Exprimés         | Exprimés                      | Exprimés       | 36 938       | 99,26        | 32 341      | 95,65       |  |
| Source : CEVIPOF |                               |                |              |              |             |             |  |

Le suppléant d'Albin Chalandon était Robert Lavergne. Robert Lavergne remplaça Albin Chalandon, nommé membre du gouvernement, du 13 août 1968 au 13 août 1972 (décès de Robert Lavergne).

### Élections de 1973
| Candidat         | Candidat                      | Parti          | Premier tour | Premier tour | Second tour | Second tour |  |
| Candidat         | Candidat                      | Parti          | Voix         | %            | Voix        | %           |  |
| ---------------- | ----------------------------- | -------------- | ------------ | ------------ | ----------- | ----------- |  |
|                  | Albin Chalandon sortant réélu | UDR (URP)      | 14 866       | 40,89        | 19 728      | 57,55       |  |
|                  | Claude Denis                  | PCF            | 7 878        | 21,67        | 14 554      | 42,45       |  |
|                  | Guy Le Maistre                | CD (MR)        | 5 604        | 15,41        | Retrait     | Retrait     |  |
|                  | Camille Sandrin               | PS (UGSD)      | 4 762        | 13,1         | Retrait     | Retrait     |  |
|                  | Jean-Claude Chamblain         | PSU            | 1 840        | 5,06         |             |             |  |
|                  | Désiré Nogrette               | LO             | 838          | 2,3          |             |             |  |
|                  | François Burno                | Divers droite  | 571          | 1,57         |             |             |  |
|                  |                               |                |              |              |             |             |  |
| Inscrits         | Inscrits                      | Inscrits       | 44 988       | 100,00       | 44 971      | 100,00      |  |
| Abstentions      | Abstentions                   | Abstentions    | 8 024        | 17,84        | 8 741       | 19,44       |  |
| Votants          | Votants                       | Votants        | 36 964       | 82,16        | 36 230      | 80,56       |  |
| Blancs et nuls   | Blancs et nuls                | Blancs et nuls | 605          | 1,64         | 1 948       | 5,38        |  |
| Exprimés         | Exprimés                      | Exprimés       | 36 359       | 98,36        | 34 282      | 94,62       |  |
| Source : CEVIPOF |                               |                |              |              |             |             |  |

Le suppléant d'Albin Chalandon était Yves Cornic. Yves Cornic remplaça Albin Chalandon, nommé membre du gouvernement, du 12 août 1976 au 2 avril 1978.

### Élections de 1978
| Candidat       | Candidat              | Parti          | Premier tour | Premier tour | Second tour | Second tour |  |
| Candidat       | Candidat              | Parti          | Voix         | %            | Voix        | %           |  |
| -------------- | --------------------- | -------------- | ------------ | ------------ | ----------- | ----------- |  |
|                | Georges Tranchant élu | RPR            | 11 082       | 30,19        | 20 287      | 54,93       |  |
|                | Miléna Nokovitch      | UDF (PR)       | 7 864        | 21,42        | Retrait     | Retrait     |  |
|                | Camille Sandrin       | PS             | 7 647        | 20,83        | 16 643      | 45,07       |  |
|                | Claude Denis          | PCF            | 7 142        | 19,45        | Retrait     | Retrait     |  |
|                | Jean-Claude Chamblain | PSU (FA)       | 1 453        | 3,96         |             |             |  |
|                | Roland Cléry          | MDD            | 886          | 2,41         |             |             |  |
|                | Désiré Nogrette       | LO             | 637          | 1,74         |             |             |  |
|                | Paul Labit            | Divers         | 2            | 0,01         |             |             |  |
|                |                       |                |              |              |             |             |  |
| Inscrits       | Inscrits              | Inscrits       | 47 176       | 100,00       | 47 142      | 100,00      |  |
| Abstentions    | Abstentions           | Abstentions    | 9 742        | 20,65        | 9 335       | 19,8        |  |
| Votants        | Votants               | Votants        | 37 434       | 79,35        | 37 807      | 80,2        |  |
| Blancs et nuls | Blancs et nuls        | Blancs et nuls | 721          | 1,93         | 877         | 2,32        |  |
| Exprimés       | Exprimés              | Exprimés       | 36 713       | 98,07        | 36 930      | 97,68       |  |

La suppléante de Georges Tranchant était Michelle Verge, conseillère générale, conseillère municipale d'Asnières-sur-Seine.

### Élections de 1981
| Candidat       | Candidat                        | Parti          | Premier tour | Premier tour | Second tour | Second tour |  |
| Candidat       | Candidat                        | Parti          | Voix         | %            | Voix        | %           |  |
| -------------- | ------------------------------- | -------------- | ------------ | ------------ | ----------- | ----------- |  |
|                | Georges Tranchant sortant réélu | RPR (UNM)      | 10 288       | 35,07        | 15 762      | 50,52       |  |
|                | Camille Sandrin                 | PS             | 9 546        | 32,54        | 15 440      | 49,48       |  |
|                | Miléna Nokovitch                | UDF (PR)       | 4 306        | 14,68        |             |             |  |
|                | Claude Denis                    | PCF            | 3 489        | 11,89        |             |             |  |
|                | Jean-Joseph Hallé               | Divers droite  | 531          | 1,81         |             |             |  |
|                | Francois Souty                  | PSU            | 459          | 1,56         |             |             |  |
|                | Bruno Battistini                | MRG            | 445          | 1,52         |             |             |  |
|                | Désiré Nogrette                 | LO             | 271          | 0,92         |             |             |  |
|                |                                 |                |              |              |             |             |  |
| Inscrits       | Inscrits                        | Inscrits       | 44 111       | 100,00       | 44 111      | 100,00      |  |
| Abstentions    | Abstentions                     | Abstentions    | 14 475       | 32,81        | 12 502      | 28,34       |  |
| Votants        | Votants                         | Votants        | 29 636       | 67,19        | 31 609      | 71,66       |  |
| Blancs et nuls | Blancs et nuls                  | Blancs et nuls | 301          | 1,02         | 407         | 1,29        |  |
| Exprimés       | Exprimés                        | Exprimés       | 29 335       | 98,98        | 31 202      | 98,71       |  |

La suppléante de Georges Tranchant était Michelle Verge.

### Élections de 1988
| Candidat       | Candidat                        | Parti          | Premier tour | Premier tour | Second tour | Second tour |  |
| Candidat       | Candidat                        | Parti          | Voix         | %            | Voix        | %           |  |
| -------------- | ------------------------------- | -------------- | ------------ | ------------ | ----------- | ----------- |  |
|                | Georges Tranchant sortant réélu | RPR (URC)      | 16 336       | 44,99        | 21 662      | 57,38       |  |
|                | Michel Laneret                  | PS             | 11 369       | 31,31        | 16 087      | 42,62       |  |
|                | Hubert Massol                   | FN             | 5 296        | 14,59        |             |             |  |
|                | Serge Le Guerneve               | PCF            | 3 306        | 9,11         |             |             |  |
|                |                                 |                |              |              |             |             |  |
| Inscrits       | Inscrits                        | Inscrits       | 58 511       | 100,00       | 58 508      | 100,00      |  |
| Abstentions    | Abstentions                     | Abstentions    | 21 761       | 37,19        | 19 923      | 34,05       |  |
| Votants        | Votants                         | Votants        | 36 750       | 62,81        | 38 585      | 65,95       |  |
| Blancs et nuls | Blancs et nuls                  | Blancs et nuls | 443          | 1,21         | 836         | 2,17        |  |
| Exprimés       | Exprimés                        | Exprimés       | 36 307       | 98,79        | 37 749      | 97,83       |  |

Le suppléant de Georges Tranchant était Alain Aubert, conseiller municipal de Colombes.

### Élections de 1993
| Candidat       | Candidat                  | Parti          | Premier tour | Premier tour | Second tour | Second tour |  |
| Candidat       | Candidat                  | Parti          | Voix         | %            | Voix        | %           |  |
| -------------- | ------------------------- | -------------- | ------------ | ------------ | ----------- | ----------- |  |
|                | Georges Tranchant sortant | RPR (UPF)      | 10 468       | 28,34        | 12 048      | 42,99       |  |
|                | Frantz Taittinger élu     | Divers droite  | 6 650        | 18           | 15 980      | 57,01       |  |
|                | Hubert Massol             | FN             | 6 254        | 16,93        |             |             |  |
|                | Michel Laneret            | PS (ADFP)      | 4 664        | 12,63        |             |             |  |
|                | Dominique Frager          | GÉ (EÉ)        | 3 272        | 8,86         |             |             |  |
|                | Serge Le Guernevé         | PCF            | 2 553        | 6,91         |             |             |  |
|                | Martine Monel             | LT-LNÉ         | 1 027        | 2,78         |             |             |  |
|                | Jean-Paul Macé            | LO             | 574          | 1,55         |             |             |  |
|                | Évelyne Matet             | UÉD            | 473          | 1,28         |             |             |  |
|                | Jacques Pomeranz          | MDC            | 462          | 1,25         |             |             |  |
|                | Vincent Vidal             | CNIP           | 422          | 1,14         |             |             |  |
|                | Guy Pirod                 | Extrême droite | 119          | 0,32         |             |             |  |
|                |                           |                |              |              |             |             |  |
| Inscrits       | Inscrits                  | Inscrits       | 55 638       | 100,00       | 55 632      | 100,00      |  |
| Abstentions    | Abstentions               | Abstentions    | 17 412       | 31,3         | 22 149      | 39,81       |  |
| Votants        | Votants                   | Votants        | 38 226       | 68,7         | 33 483      | 60,19       |  |
| Blancs et nuls | Blancs et nuls            | Blancs et nuls | 1 288        | 3,37         | 5 455       | 16,29       |  |
| Exprimés       | Exprimés                  | Exprimés       | 36 938       | 96,63        | 28 028      | 83,71       |  |

Le suppléant de Frantz Taittinger était Manuel Aeschlimann, enseignant, conseiller municipal d'Asnières-sur-Seine.

### Élections de 1997
| Candidat       | Candidat                        | Parti             | Premier tour | Premier tour | Second tour | Second tour |  |
| Candidat       | Candidat                        | Parti             | Voix         | %            | Voix        | %           |  |
| -------------- | ------------------------------- | ----------------- | ------------ | ------------ | ----------- | ----------- |  |
|                | Frantz Taittinger sortant réélu | RPR               | 11 968       | 35,44        | 20 136      | 57,87       |  |
|                | Dominique Frager                | Les Verts         | 7 505        | 22,23        | 14 662      | 42,13       |  |
|                | Hubert Massol                   | FN                | 5 850        | 17,33        |             |             |  |
|                | Catherine Laigle                | PCF               | 2 508        | 7,43         |             |             |  |
|                | Alain Houzel                    | GÉ                | 1 448        | 4,29         |             |             |  |
|                | Alain Debionne                  | LDI (MPF)         | 939          | 2,78         |             |             |  |
|                | Jean-Paul Macé                  | LO                | 917          | 2,72         |             |             |  |
|                | Olivier Chazoule                | diss. RPR         | 885          | 2,62         |             |             |  |
|                | Cyrille Dechénoix               | Divers droite     | 649          | 1,92         |             |             |  |
|                | Jean-Marc Pigault               | LCR               | 567          | 1,68         |             |             |  |
|                | Guillaume Pons                  | Divers droite     | 442          | 1,31         |             |             |  |
|                | Philippe Moal                   | Divers            | 57           | 0,17         |             |             |  |
|                | Georges Renaud                  | Divers droite     | 31           | 0,09         |             |             |  |
|                | Capucine Thomas                 | Divers écologiste | 0            | 0            |             |             |  |
|                |                                 |                   |              |              |             |             |  |
| Inscrits       | Inscrits                        | Inscrits          | 54 757       | 100,00       | 54 750      | 100,00      |  |
| Abstentions    | Abstentions                     | Abstentions       | 19 838       | 36,23        | 17 883      | 32,66       |  |
| Votants        | Votants                         | Votants           | 34 919       | 63,77        | 36 867      | 67,34       |  |
| Blancs et nuls | Blancs et nuls                  | Blancs et nuls    | 1 153        | 3,3          | 2 069       | 5,61        |  |
| Exprimés       | Exprimés                        | Exprimés          | 33 766       | 96,7         | 34 798      | 94,39       |  |

Le suppléant de Frantz Taittinger était Manuel Aeschlimann, enseignant, conseiller municipal d'Asnières-sur-Seine, conseiller général du canton d'Asnières-sur-Seine-Sud.

### Élections de 2002
| Candidat       | Candidat               | Parti            | Premier tour | Premier tour | Second tour | Second tour |  |
| Candidat       | Candidat               | Parti            | Voix         | %            | Voix        | %           |  |
| -------------- | ---------------------- | ---------------- | ------------ | ------------ | ----------- | ----------- |  |
|                | Manuel Aeschlimann élu | UMP              | 16 567       | 47,32        | 19 463      | 63,63       |  |
|                | Dominique Riéra        | PS               | 7 887        | 22,53        | 11 125      | 36,37       |  |
|                | Alexandrine Hill       | FN               | 2 794        | 7,98         |             |             |  |
|                | Josiane Fischer        | UDF              | 2 752        | 7,86         |             |             |  |
|                | Catherine Bernard      | Les Verts        | 1 186        | 3,39         |             |             |  |
|                | Catherine Laigle       | PCF              | 923          | 2,64         |             |             |  |
|                | Hubert Massol          | MNR              | 494          | 1,41         |             |             |  |
|                | Jean-Marc Pigault      | LCR              | 440          | 1,26         |             |             |  |
|                | Brigitte Beaumier      | Pôle républicain | 419          | 1,2          |             |             |  |
|                | Olivier Missoffe       | Divers           | 367          | 1,05         |             |             |  |
|                | David Baz              | Divers           | 350          | 1            |             |             |  |
|                | Charles Daridon        | Cap21            | 251          | 0,72         |             |             |  |
|                | Philippe Goiset        | LO               | 195          | 0,56         |             |             |  |
|                | Dominique Arrestat     | GÉ               | 140          | 0,4          |             |             |  |
|                | Ralph-Raphy Bohbot     | Divers           | 87           | 0,25         |             |             |  |
|                | Micheline Gonnet       | ND               | 76           | 0,22         |             |             |  |
|                | Aline Vassal           | Divers gauche    | 56           | 0,16         |             |             |  |
|                | Charles Borodiansky    | Divers           | 27           | 0,08         |             |             |  |
|                |                        |                  |              |              |             |             |  |
| Inscrits       | Inscrits               | Inscrits         | 52 441       | 100,00       | 52 436      | 100,00      |  |
| Abstentions    | Abstentions            | Abstentions      | 17 112       | 32,63        | 20 769      | 39,61       |  |
| Votants        | Votants                | Votants          | 35 329       | 67,37        | 31 667      | 60,39       |  |
| Blancs et nuls | Blancs et nuls         | Blancs et nuls   | 318          | 0,9          | 1 079       | 3,41        |  |
| Exprimés       | Exprimés               | Exprimés         | 35 011       | 99,1         | 30 588      | 96,59       |  |

Le suppléant de Manuel Aeschlimann était Arnold Bauer, Premier adjoint au maire de Colombes.

### Élections de 2007
| Candidat       | Candidat                         | Parti          | Premier tour | Premier tour | Second tour | Second tour |  |
| Candidat       | Candidat                         | Parti          | Voix         | %            | Voix        | %           |  |
| -------------- | -------------------------------- | -------------- | ------------ | ------------ | ----------- | ----------- |  |
|                | Manuel Aeschlimann sortant réélu | UMP            | 17 289       | 46,73        | 18 322      | 56,19       |  |
|                | Michèle Etcheberry               | PS             | 8 492        | 22,95        | 14 286      | 43,81       |  |
|                | Laurent Trupin                   | UDF–MoDem      | 3 841        | 10,38        |             |             |  |
|                | Laurent Salles                   | FN             | 1 164        | 3,15         |             |             |  |
|                | Josiane Fischer                  | Divers droite  | 1 141        | 3,08         |             |             |  |
|                | Dominique Frager                 | Les Verts      | 1 098        | 2,97         |             |             |  |
|                | Claire Villiers                  | SÉGA           | 795          | 2,15         |             |             |  |
|                | Valérie Joubert                  | LCR            | 782          | 2,11         |             |             |  |
|                | Francis Pourbagher               | Divers droite  | 706          | 1,91         |             |             |  |
|                | Pascal Jourdan                   | GÉ             | 490          | 1,32         |             |             |  |
|                | Zouhairr Ech-Chetouani           | Divers         | 397          | 1,07         |             |             |  |
|                | Hubert Massol                    | MNR            | 330          | 0,89         |             |             |  |
|                | Jean-Jacques Semoun              | Divers droite  | 268          | 0,72         |             |             |  |
|                | Philippe Goiset                  | LO             | 197          | 0,53         |             |             |  |
|                | Guillaume Vallet                 | Divers         | 10           | 0,03         |             |             |  |
|                |                                  |                |              |              |             |             |  |
| Inscrits       | Inscrits                         | Inscrits       | 62 446       | 100,00       | 62 438      | 100,00      |  |
| Abstentions    | Abstentions                      | Abstentions    | 24 927       | 39,92        | 28 570      | 45,76       |  |
| Votants        | Votants                          | Votants        | 37 519       | 60,08        | 33 868      | 54,24       |  |
| Blancs et nuls | Blancs et nuls                   | Blancs et nuls | 519          | 1,38         | 1 260       | 3,72        |  |
| Exprimés       | Exprimés                         | Exprimés       | 37 000       | 98,62        | 32 608      | 96,28       |  |

### Élections de 2012
|                | Sébastien Pietrasanta élu  | PS             | 14 080 | 37,56  | 18 876 | 53,53  |  |  |  |  |  |
|                | Manuel Aeschlimann sortant | UMP            | 10 357 | 27,63  | 16 384 | 46,47  |  |  |  |  |  |
|                | Rama Yade                  | PRV (MoDem)    | 5 188  | 13,84  |        |        |  |  |  |  |  |
|                | Guillaume L'Huillier       | RBM (FN)       | 2 390  | 6,38   |        |        |  |  |  |  |  |
|                | Jean-Michel Tarrin         | FG (GU) (PCF)  | 1 606  | 4,28   |        |        |  |  |  |  |  |
|                | Laurent Guillard           | EÉLV (MÉI)     | 1 531  | 4,08   |        |        |  |  |  |  |  |
|                | Laurent Martin Saint-Léon  | DLR            | 1 001  | 2,67   |        |        |  |  |  |  |  |
|                | Francis Pourbagher         | PLD (AC)       | 489    | 1,30   |        |        |  |  |  |  |  |
|                | Mohamed Bentebra           | AÉI            | 302    | 0,81   |        |        |  |  |  |  |  |
|                | Alix Maleyre               | CNIP           | 235    | 0,63   |        |        |  |  |  |  |  |
|                | Armelle Pertus             | NPA            | 145    | 0,39   |        |        |  |  |  |  |  |
|                | Philippe Goiset            | LO             | 109    | 0,29   |        |        |  |  |  |  |  |
|                | Bruno Olivier              | S&P            | 55     | 0,15   |        |        |  |  |  |  |  |
|                |                            |                |        |        |        |        |  |  |  |  |  |
| Inscrits       | Inscrits                   | Inscrits       | 63 572 | 100,00 | 63 567 | 100,00 |  |  |  |  |  |
| Abstentions    | Abstentions                | Abstentions    | 25 660 | 40,36  | 26 831 | 42,21  |  |  |  |  |  |
| Votants        | Votants                    | Votants        | 37 912 | 59,64  | 36 736 | 57,79  |  |  |  |  |  |
| Blancs et nuls | Blancs et nuls             | Blancs et nuls | 424    | 1,12   | 1 476  | 4,02   |  |  |  |  |  |
| Exprimés       | Exprimés                   | Exprimés       | 37 488 | 98,88  | 35 260 | 95,98  |  |  |  |  |  |

### Élections de 2017
|                                                                                 |                                                                                     |                           |                           |                          |                          |
|                                                                                 |                                                                                     | Premier tour 11 juin 2017 | Premier tour 11 juin 2017 | Second tour 18 juin 2017 | Second tour 18 juin 2017 |
|                                                                                 |                                                                                     |                           |                           |                          |                          |
|                                                                                 |                                                                                     | Nombre                    | % des inscrits            | Nombre                   | % des inscrits           |
| Inscrits                                                                        | Inscrits                                                                            | 68 008                    | 100,00                    | 68 008                   | 100,00                   |
| Abstentions                                                                     | Abstentions                                                                         | 30 911                    | 45,45                     | 35 721                   | 52,52                    |
| Votants                                                                         | Votants                                                                             | 37 097                    | 54,55                     | 32 287                   | 47,48                    |
|                                                                                 |                                                                                     |                           | % des votants             |                          | % des votants            |
| Bulletins blancs                                                                | Bulletins blancs                                                                    | 521                       | 1,40                      | 2 227                    | 6,90                     |
| Bulletins nuls                                                                  | Bulletins nuls                                                                      | 122                       | 0,33                      | 406                      | 1,26                     |
| Suffrages exprimés                                                              | Suffrages exprimés                                                                  | 36 454                    | 98,27                     | 29 654                   | 91,85                    |
|                                                                                 |                                                                                     |                           |                           |                          |                          |
| Candidat Étiquette politique (partis et alliances)                              | Candidat Étiquette politique (partis et alliances)                                  | Voix                      | % des exprimés            | Voix                     | % des exprimés           |
|                                                                                 |                                                                                     |                           |                           |                          |                          |
|                                                                                 | Adrien Taquet La République en marche                                               | 17 136                    | 47,01                     | 18 810                   | 63,43                    |
|                                                                                 | Marie-Dominique Aeschlimann Les Républicains (Union des démocrates et indépendants) | 8 598                     | 23,59                     | 10 844                   | 36,57                    |
|                                                                                 | Nino Schillaci La France insoumise                                                  | 3 181                     | 8,73                      |                          |                          |
|                                                                                 | Chantal Barthélemy-Ruiz Parti socialiste                                            | 2 101                     | 5,76                      |                          |                          |
|                                                                                 | Liliane Pradier Front national                                                      | 1 532                     | 4,20                      |                          |                          |
|                                                                                 | Laurent Guillard Europe Écologie Les Verts                                          | 1 435                     | 3,94                      |                          |                          |
|                                                                                 | Pierre Hébert Divers droite                                                         | 430                       | 1,18                      |                          |                          |
|                                                                                 | Julien Richard Écologiste (Union des démocrates et des écologistes)                 | 420                       | 1,15                      |                          |                          |
|                                                                                 | Amand Derrien Divers (#MaVoix)                                                      | 411                       | 1,13                      |                          |                          |
|                                                                                 | Fabrice Garoyan Debout la France                                                    | 406                       | 1,11                      |                          |                          |
|                                                                                 | Hadrien Laurent Parti radical de gauche                                             | 326                       | 0,89                      |                          |                          |
|                                                                                 | Ilhame Bekkouche Divers (Union populaire républicaine)                              | 244                       | 0,67                      |                          |                          |
|                                                                                 | Fabienne Paris Lutte ouvrière                                                       | 190                       | 0,52                      |                          |                          |
|                                                                                 | Philippe Ruel-Radigue Divers gauche (Mouvement des progressistes)                   | 22                        | 0,06                      |                          |                          |
|                                                                                 | Arame M'Baye Divers droite (La France qui ose)                                      | 22                        | 0,06                      |                          |                          |
| Source : Ministère de l'Intérieur - Deuxième circonscription des Hauts-de-Seine |                                                                                     |                           |                           |                          |                          |

### Élections de 2022
Les élections législatives françaises de 2022 se déroulent les dimanches 12 et 19 juin 2022.
|                                                    |                                                                                             |                           |                           |                          |                          |
|                                                    |                                                                                             | Premier tour 12 juin 2022 | Premier tour 12 juin 2022 | Second tour 19 juin 2022 | Second tour 19 juin 2022 |
|                                                    |                                                                                             |                           |                           |                          |                          |
|                                                    |                                                                                             | Nombre                    | % des inscrits            | Nombre                   | % des inscrits           |
| Inscrits                                           | Inscrits                                                                                    | 69 729                    | 100                       | 69 729                   | 100                      |
| Abstentions                                        | Abstentions                                                                                 | 30 925                    | 44,35                     | 30 925                   | 44,35                    |
| Votants                                            | Votants                                                                                     | 38 804                    | 55,65                     | 38 804                   | 55,65                    |
|                                                    |                                                                                             |                           | % des votants             |                          | % des votants            |
| Bulletins blancs                                   | Bulletins blancs                                                                            | 516                       | 0,74                      | 516                      | 1,33                     |
| Bulletins nuls                                     | Bulletins nuls                                                                              | 112                       | 0,16                      | 112                      | 0,29                     |
| Suffrages exprimés                                 | Suffrages exprimés                                                                          | 38 176                    | 54,75                     | 38 176                   | 98,38                    |
|                                                    |                                                                                             |                           |                           |                          |                          |
| Candidat Étiquette politique (partis et alliances) | Candidat Étiquette politique (partis et alliances)                                          | Voix                      | % des exprimés            | Voix                     | % des exprimés           |
|                                                    |                                                                                             |                           |                           |                          |                          |
|                                                    | Francesca Pasquini Nouvelle Union populaire écologique et sociale Europe Écologie Les Verts | 10 465                    | 27,41                     | 13 995                   | 35,55                    |
|                                                    | Baï-Audrey Achidi Ensemble                                                                  | 10 227                    | 26,79                     | 13 464                   | 34,21                    |
|                                                    | Marie-Do Aeschlimann Les Républicains                                                       | 9 541                     | 24,99                     | 11 903                   | 30,24                    |
|                                                    | Philippe Millot Rassemblement national                                                      | 1 660                     | 4,35                      |                          |                          |
|                                                    | Frédérique Bertier Reconquête                                                               | 1 639                     | 4,29                      |                          |                          |
|                                                    | Christel Isaac Écologie au centre                                                           | 1 039                     | 2,72                      |                          |                          |
|                                                    | Hadrien Laurent Parti radical de gauche                                                     | 1 022                     | 2,68                      |                          |                          |
|                                                    | Sébastien Perrotel Union des démocrates et indépendants                                     | 996                       | 2,61                      |                          |                          |
|                                                    | Emilia Denoo Parti animaliste                                                               | 502                       | 1,31                      |                          |                          |
|                                                    | Laurent Martin Saint Léon Divers centre                                                     | 445                       | 1,17                      |                          |                          |
|                                                    | Karima Belloufa Sans étiquette                                                              | 236                       | 0,62                      |                          |                          |
|                                                    | Michel Fabre Lutte ouvrière                                                                 | 165                       | 0,43                      |                          |                          |
|                                                    | Marine Dageville Nouveau Parti anticapitaliste                                              | 124                       | 0,32                      |                          |                          |
|                                                    | Antoine Brunet Parti ouvrier indépendant démocratique                                       | 86                        | 0,23                      |                          |                          |
|                                                    | Digui Bichara Divers centre                                                                 | 29                        | 0,08                      |                          |                          |

### Élections de 2024
| Candidat                 | Candidat                 | Parti et coalition       | Nuance                   | Premier tour | Premier tour | Second tour | Second tour |
| Candidat                 | Candidat                 | Parti et coalition       | Nuance                   | Voix         | %            | Voix        | %           |
| ------------------------ | ------------------------ | ------------------------ | ------------------------ | ------------ | ------------ | ----------- | ----------- |
|                          | Thomas Lam               | LR - RE                  | LR                       | 21 760       | 41,59        | 27 036      | 54,84       |
|                          | Francesca Pasquini       | G.s (NFP)                | UG                       | 20 683       | 39,53        | 22 264      | 45,16       |
|                          | Anne-Caroline Gallimard  | RAD (RN)                 | UXD                      | 6 817        | 13,03        |             |             |
|                          | Sébastien Phan           | DIV                      | DIV                      | 1 188        | 2,27         |             |             |
|                          | Julia Petitt             | REC                      | REC                      | 637          | 1,22         |             |             |
|                          | Ahmed Lakrafi            | DVC                      | DVC                      | 564          | 1,08         |             |             |
|                          | Julien Puertas           | LO                       | EXG                      | 360          | 0,69         |             |             |
|                          | Louis Duroulle           | DVC                      | DVC                      | 317          | 0,61         |             |             |
|                          |                          |                          |                          |              |              |             |             |
| Votes valides            | Votes valides            | Votes valides            | Votes valides            | 52 326       | 98,19        | 49 300      | 97,11       |
| Votes blancs             | Votes blancs             | Votes blancs             | Votes blancs             | 777          | 1,46         | 1 206       | 2,38        |
| Votes nuls               | Votes nuls               | Votes nuls               | Votes nuls               | 186          | 0,35         | 262         | 0,52        |
| Total                    | Total                    | Total                    | Total                    | 53 289       | 100,00       | 50 768      | 100,00      |
| Abstention               | Abstention               | Abstention               | Abstention               | 18 402       | 25,67        | 20 944      | 29,21       |
| Inscrits / participation | Inscrits / participation | Inscrits / participation | Inscrits / participation | 71 691       |              | 71 712      |             |